# Lijst van rijksmonumenten in Krimpenerwaard
De gemeente Krimpenerwaard telt 341 inschrijvingen in het rijksmonumentenregister. Hieronder een overzicht. 

## Ammerstol
De plaats Ammerstol telt 2 inschrijvingen in het rijksmonumentenregister.
| Object                                            | Oorspronkelijke functie? | Bouwjaar                             | Architect | Locatie     | Coördinaten?                  | Nr.? | Afbeelding                                        |
| ------------------------------------------------- | ------------------------ | ------------------------------------ | --------- | ----------- | ----------------------------- | ---- | ------------------------------------------------- |
| Inventaris van de Hervormde Kerk                  | Vanwege onderdelen kerk  | 1880-1881 (kerk) 17e eeuw (diversen) |           | Kerkplein 4 | 51° 55' 37" NB, 4° 48' 32" OL | 8102 | Meer afbeeldingen                                 |
| Boerderij met dwars woonhuis onder rieten wolfdak | Boerderij                | ca. 1800                             |           | Lekdijk 91  | 51° 55' 31" NB, 4° 48' 32" OL | 8103 | Boerderij met dwars woonhuis onder rieten wolfdak |

## Bergambacht
De plaats Bergambacht telt 26 inschrijvingen in het rijksmonumentenregister. Zie Lijst van rijksmonumenten in Bergambacht (plaats) voor een overzicht.

## Berkenwoude
De plaats Berkenwoude telt 5 inschrijvingen in het rijksmonumentenregister.
| Object                                                                                    | Oorspronkelijke functie?  | Bouwjaar                        | Architect | Locatie            | Coördinaten?                  | Nr.? | Afbeelding        |
| ----------------------------------------------------------------------------------------- | ------------------------- | ------------------------------- | --------- | ------------------ | ----------------------------- | ---- | ----------------- |
| Boerderij uit het midden der 19e eeuw met bewerkte daklijst, gesneden deur met bovenlicht | Boerderij                 | midden 19e eeuw                 |           | Achterbroek 47     | 51° 58' 2" NB, 4° 41' 53" OL  | 9350 | Meer afbeeldingen |
| Nederlands Hervormde kerk                                                                 | Kerk en kerkonderdeel     | 1513 (toren) 1833 (vernieuwing) |           | Dorpsstraat bij 18 | 51° 56' 44" NB, 4° 42' 33" OL | 9351 | Meer afbeeldingen |
| Toren der Nederlands Hervormde Kerk                                                       | Kerk en kerkonderdeel     | begin 16e eeuw                  |           | Dorpsstraat bij 18 | 51° 56' 44" NB, 4° 42' 33" OL | 9352 | Meer afbeeldingen |
| Raadhuis                                                                                  | Bestuursgebouw en onderdl | ca. 1860                        |           | Dorpsstraat 21     | 51° 56' 41" NB, 4° 42' 34" OL | 9353 | Meer afbeeldingen |
| Boerderij                                                                                 | Boerderij                 | 1667 (deurkalf) 1941 (rest.)    |           | Oosteinde 12       | 51° 56' 48" NB, 4° 42' 59" OL | 9354 | Meer afbeeldingen |

## Gouderak
De plaats Gouderak telt 11 inschrijvingen in het rijksmonumentenregister. Zie Lijst van rijksmonumenten in Gouderak voor een overzicht.

## Haastrecht
De plaats Haastrecht telt 68 inschrijvingen in het rijksmonumentenregister. Zie Lijst van rijksmonumenten in Haastrecht voor een overzicht.

## Krimpen aan de Lek
De plaats Krimpen aan de Lek telt 11 inschrijvingen in het rijksmonumentenregister. Zie Lijst van rijksmonumenten in Krimpen aan de Lek voor een overzicht.

## Lekkerkerk
De plaats Lekkerkerk telt 13 inschrijvingen in het rijksmonumentenregister. Zie Lijst van rijksmonumenten in Lekkerkerk voor een overzicht.

## Ouderkerk aan den IJssel
De plaats Ouderkerk aan den IJssel telt 29 inschrijvingen in het rijksmonumentenregister. Zie Lijst van rijksmonumenten in Ouderkerk aan den IJssel voor een overzicht.

## Schoonhoven
De plaats Schoonhoven telt 145 inschrijvingen in het rijksmonumentenregister. Zie Lijst van rijksmonumenten in Schoonhoven voor een overzicht.

## Stolwijk
De plaats Stolwijk telt 10 inschrijvingen in het rijksmonumentenregister. Zie Lijst van rijksmonumenten in Stolwijk voor een overzicht.

## Vlist
De plaats Vlist telt 13 inschrijvingen in het rijksmonumentenregister. Zie Lijst van rijksmonumenten in Vlist (plaats) voor een overzicht.

## Willige Langerak
De plaats Willige Langerak telt 8 inschrijvingen in het rijksmonumentenregister. Zie Lijst van rijksmonumenten in Willige Langerak voor een overzicht.
Alblasserdam ·
Albrandswaard ·
Alphen aan den Rijn ·
Barendrecht ·
Bodegraven-Reeuwijk ·
Capelle aan den IJssel ·
Delft ·
Den Haag ·
Dordrecht ·
Goeree-Overflakkee ·
Gorinchem ·
Gouda ·
Hardinxveld-Giessendam ·
Hendrik-Ido-Ambacht ·
Hillegom ·
Hoeksche Waard‎ ·
Kaag en Braassem ·
Katwijk ·
Krimpen aan den IJssel ·
Krimpenerwaard ·
Lansingerland ·
Leiden ·
Leiderdorp ·
Leidschendam-Voorburg ·
Lisse ·
Maassluis ·
Midden-Delfland ·
Molenlanden ·
Nieuwkoop ·
Nissewaard ·
Noordwijk ·
Oegstgeest ·
Papendrecht ·
Pijnacker-Nootdorp ·
Ridderkerk ·
Rijswijk ·
Rotterdam ·
Schiedam ·
Sliedrecht ·
Teylingen ·
Vlaardingen ·
Voorne aan Zee ·
Voorschoten ·
Waddinxveen ·
Wassenaar ·
Westland ·
Zoetermeer ·
Zoeterwoude ·
Zuidplas ·
Zwijndrecht